# Adam de Colone

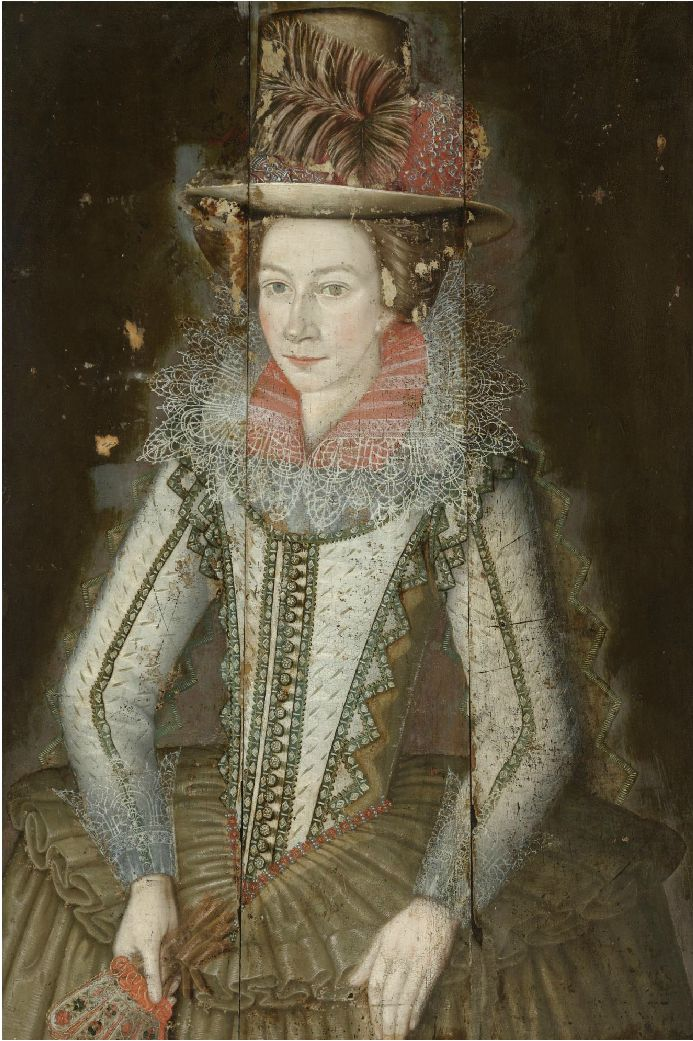
"Retrato de uma Dama"

Adam de Colone, ou Adam Louisz. de Colonia (nascido c. 1572 em Antuérpia – enterrado 19 de agosto de 1651, em Roterdão) foi um pintor da Era de Ouro da pintura holandesa, que esteve ativo na Escócia durante os reinados de Jaime VI e I e Carlos I da Inglaterra.

## Biografia

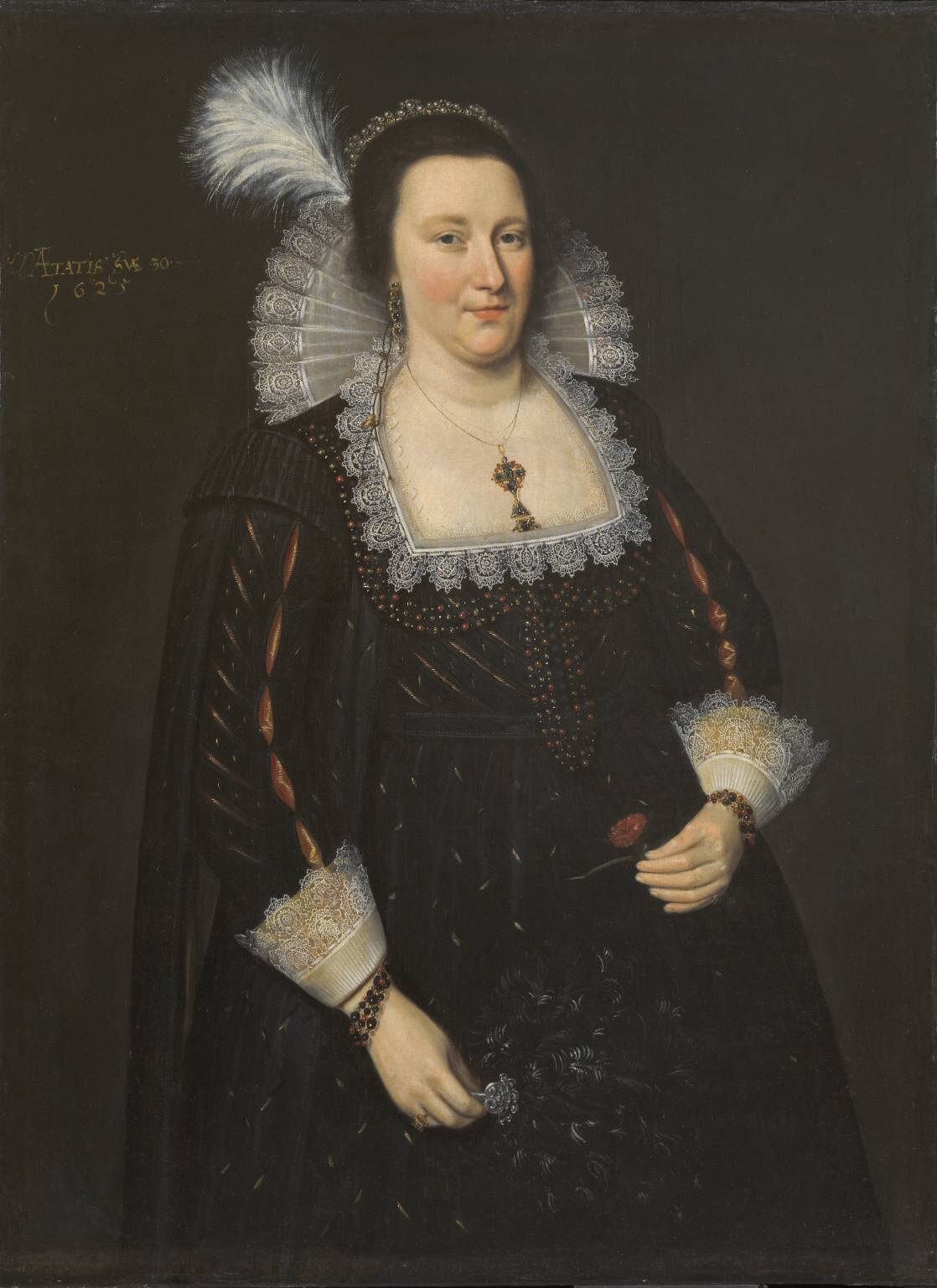
Lady Margaret Livingstone, Segunda Condessa de Wigtown, casada com John Fleming, 2º Conde de Wigtown

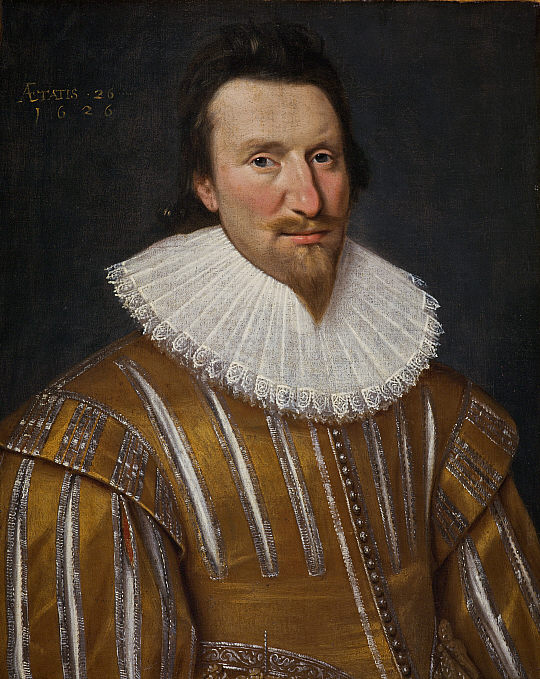
James Erskine, 6º Conde de Buchan

Era presumido que Adam era filho do pintor do Rei, na Escócia, Adriaen van Sonne (Vanson) e de sua esposa Suzana de Colonia. No entanto, pesquisas mais recentes revelam, de acordo com o Instituto Holandês para a História da Arte, que Adam era o irmão de Susanna de Colonia, e eles eram filhos de um fabricante de sela de Antuérpia, Louis Jansz Colonia. Adam pintou sob o nome de Adam de Colonia, em Roterdã, na década de 1630. Consequentemente, Adrian Vanson, pintor da corte de Jaime VI, era o cunhando de Adam. Adrian era originalmente da Holanda, embora todos os seus filhos nasceram em Edimburgo.

Adam presume-se ter estudado nos Países Baixos, em 1598, ele juntou-se a guilda em Dordrecht, e foi, presumivelmente, já era ativo como pintor em 1593, em Roterdã, quando ele se casou. Ele era o pai do pintor Isaac Colonia (1611-1663) e avô de Adam Colonia (1634-1685). Ele se mudou para Londres, em 1622, e se estabeleceram na Escócia, em 1624. Trabalhando no Tribunal de justiça, em Whitehall, pintou pelo menos, dois retratos completos de James VI, em 1623, e muitos da nobreza Escocesa . Ele foi pago pelos retratos de Londres por Jaimes I em 1623. (não está claro se Adam se juntou a sua irmã em Edimburgo, antes de 1620.)
O retrato mais antigo de uma babá escocesa reconhecido como o trabalho de Adam obra é datada de 1622, apesar de seu retrato de Sir William Stewart, da Grandtully (1567-1646) ser datado de 1613. A maioria das suas obras foram pintadas inscrições mostrando distintamente em forma de letras e números. Um registro de pagamentos em 1628 por George Seton, 3º Conde de Winton para retratos é preservado;
Item dado a Adam o pintor para os retratos de meu senhor Errol, Lady Hay e James Maxwell, 86 lib. 13b s. 4 d.

 Item, dado a Adam, o pintor da minha tia, retrato dado à minha irmã (Isabel Seton), 40 lib.
A influência do estilo holandês nos retratos escoceses é evidente a partir de 1478, quando o Altar da Trindade de Hugo van der Goes chegou à Escócia. Descreveu James III da Escócia, Margarida da Dinamarca, Rainha da Escócia, Príncipe James e um clérigo de oração, considerado o Provost contemporâneo do Trinity College Kirk, Edward Bonkil, acompanhado por dois anjos tocando um órgão. Pintado em Ghent, foi exibido na Capela da Santíssima Trindade em Edimburgo.
Os dois pintores da corte de Jaime VI foram Arnold Bronckorst e Adrian Vanson, ambos da Holanda.
O Museu de Copenhague apresenta uma imagem por ele de "Noé a construir a Arca", e o Museu de Lille tem 'O Anjo que apareceu aos Pastores" atribuídas a ele.